# 大萨西
大萨西（法語：Sacy-le-Grand，法語發音：[sasi lə ɡʁɑ̃]）是法国瓦兹省的一个市镇，与小萨西相邻，属于克莱蒙区。

## 地理
大萨西（49°21'16"N, 2°32'39"E）面积17.7 平方千米，位于法国上法蘭西大區瓦兹省，该省份为法国北部内陆省份，北起索姆省，西接厄尔省和滨海塞纳省，南至塞纳-马恩省和瓦兹河谷省，东临埃纳省。
与大萨西接壤的市镇（或旧市镇、城区）包括：埃皮讷斯、阿夫里尼、卡特努瓦、舒瓦西-拉维克图瓦尔、桑克、拉布吕耶尔、蒙索、蓬圣马克桑斯、罗苏瓦、圣马丹隆戈。

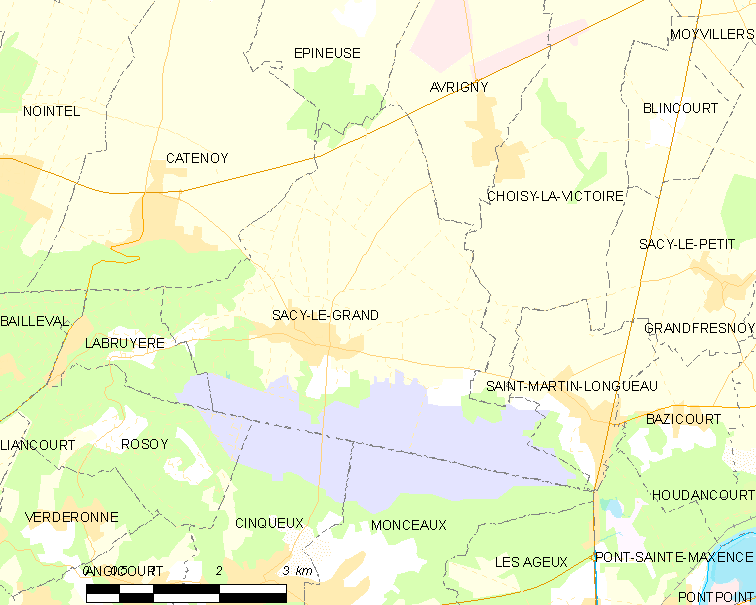
大萨西的OSM定位图

大萨西的时区为UTC+01:00、UTC+02:00（夏令时）。

## 行政
大萨西的邮政编码为60700，INSEE市镇编码为60562。

## 政治
大萨西所属的省级选区为蓬圣马克桑斯县。

## 人口

1962-2008年间大萨西人口变化图示

大萨西于2022年1月1日时的人口数量为1578人。